# Кассвілл (містечко, Вісконсин)
Кассвілл (англ. Cassville) — місто (англ. town) в США, в окрузі Грант штату Вісконсин. Населення — 777 осіб (2020).

## Демографія
Згідно з переписом 2010 року, у місті мешкало 416 осіб у 175 домогосподарствах у складі 123 родин. Було 218 помешкань
Расовий склад населення:
| - 99,0 % — білих - 0,2 % — азіатів |

До двох чи більше рас належало 0,7 %. Частка іспаномовних становила 0,0 % від усіх жителів.
За віковим діапазоном населення розподілялося таким чином: 19,5 % — особи молодші 18 років, 64,4 % — особи у віці 18—64 років, 16,1 % — особи у віці 65 років та старші. Медіана віку мешканця становила 46,8 року. На 100 осіб жіночої статі у місті припадало 116,7 чоловіків;  на 100 жінок у віці від 18 років та старших — 120,4 чоловіків також старших 18 років.
Середній дохід на одне домашнє господарство  становив 61 230 доларів США (медіана — 54 375), а середній дохід на одну сім'ю — 67 535 доларів (медіана — 56 875). Медіана доходів становила 42 000 доларів для чоловіків та 29 167 доларів для жінок. За межею бідності перебувало 10,0 % осіб, у тому числі 16,9 % дітей у віці до 18 років та 0,0 % осіб у віці 65 років та старших.
Цивільне працевлаштоване населення становило 195 осіб. Основні галузі зайнятості: сільське господарство, лісництво, риболовля — 23,6 %, роздрібна торгівля — 19,5 %, освіта, охорона здоров'я та соціальна допомога — 16,9 %.